# Antonio Valdés Herrera
Antonio de Valdés y Herrera (Valladolid, 1578 – Córdoba, 13 de abril de 1657) fue un clérigo español.

## Biografía
De origen asturiano llegó a ser obispo de Mondoñedo, Oviedo, Osma y Córdoba
El 19 de diciembre de 1633 fue presentado por Felipe IV de España para obispo de Mondoñedo, siendo consagrado en Madrid el 18 de marzo de 1634 por Fernando de Valdés y Llano, obispo de Granada. Ocupó la sede minduniense durante dos años, y el 23 de junio de 1636 fue trasladado a la de Oviedo, donde sostuvo un pleito sobre jurisdicción con el cabildo catedralicio. En Oviedo fue también rector de la Universidad (1638-1640) y promovió en 1639 el primer certamen poético celebrado en Asturias, para conmemorar la proclamación de Santa Eulalia de Mérida como patrona de la ciudad.
El 21 de octubre de 1641 fue nombrado obispo de Osma, donde edificó un nuevo palacio episcopal. El 10 de noviembre de 1653 pasó a ocupar la silla de Córdoba, y en esta ciudad falleció rigiendo la diócesis el 13 de abril de 1657.
| Predecesor: Francisco Villafañe      | Obispo de Mondoñedo 1634–1636 | Sucesor: Gonzalo Sánchez de Somoza Quiroga    |
| Predecesor: Martín Carrillo Alderete | Obispo de Oviedo 1636–1641    | Sucesor: Bernardo Caballero Paredes           |
| Predecesor: Martín Carrillo Alderete | Obispo de Osma 1641–1653      | Sucesor: Juan de Palafox y Mendoza            |
| Predecesor: Pedro de Tapia           | Obispo de Córdoba 1653–1657   | Sucesor: Francisco Díaz Alarcón y Covarrubias |